# السلام إلكترونيك
السلام الكترونيكس بالانجلزية essalem electronics هي شركة جزائرية لانتاج الاجهزة الكهرومنزلية يقع مقرها في تبسة وهي شراكة مع الشركة الكورية آل جي تسوق المنتجات تحت اسم ستار لايت بالانجلزية star light.

## بداية الشراكة
قامت شركة مجموعة إل جي الكورية بتقديم عدة مقترحات لوزارة المساهمات وترقية الإستثمار وذلك لإقامة مصنع للآلات الكهرومنزلية والإلكترونية في الجزائر، من خلال شراكة تجمعها مع المؤسسة الوطنية السلام إلكترونيكس حيث يعتبر من أهم ما وضعته آل جي في مفكرتها وكانت هذه من بين أهم النقاط التي قدمتها شركة مجموعة إل جي لوزارة المساهمات وترقية الإستثمار, وقد تم إنشاء هذه الشراكة بموجب قرار حكومي  من أجل توسيع نشاطها وإدخال أحدث الأجهزة الإلكترونية والكهرومنزلية إلى السوق الجزائرية.

## بداية الإنتاج
السلام إلكترونيك من بين المؤسسات الجزائرية الخاصة التي ساهمت في ميدان تركيب المنتجات الإلكترونية والكهرومنزلية.
بعد انتهاء المفاوضات مع شركة مجموعة إل جي الكورية بإنشاء شراكة تقنية وتجارية، أما بعد استراد سلسلة التركيب من الشركة العالمية مجموعة إل جي في ماي 1999 بدأت مؤسسة السلام إلكترونيكس في إنتاج أول منتج أبيض وهو المكيف الهوائي وترويجه في شهر جوان , ثم الثلاجة في شهر سبتمبر , وكذلك التلفزة في شهر أكتوبر من سنة 1999, وبعدها بدأت المؤسسة في تركيب منتجات إلكترونية وكهرومنزلية مختلفة متمثلة في اجهزة الفيديو والغسالات من أنواع عديدة ومختلفة، ذات نوعية جيدة ومزودة بتكنولوجيا متطورة وبخصوصيات تقنية متناسقة مع المقاييس الدولية والأسواق العالمية.
تمكنت الشركة من الزيادة في الإنتاج وتطويره، حيث أصبحت عملية تركيب التلفزة واجهزة الفيديو الأوديو بنسبة 100% على تقام في الجزائر بعد أن كانت تقتصر على تركيب ما بنسبة 50% , لهذا استطاعت شركة السلام إلكترونيكس من التوسع في السوق الجزائري.

## المنتجات
- الاجهزة الكهرو منزلية
- الثلاجات
- الغسالات
- اجهزة التلفزيون
- مبردات الماء
- المستقبلات الفضائية
- اجهزة التبريد

اجهزة الفيديو والdvd

## وصلات خارجية
- موقع شركة السلام الكترونكس
- وزارة الصناعة والمناجم الجزائرية
- وزارة التجارة الجزائرية
- وزارة العمل والتشغيل والضمان الاجتماعي